# Ochyrotica kurandica
Ochyrotica kurandica là một loài bướm đêm thuộc họ Pterophoridae. Nó là loài duy nhất được tìm thấy ở localities near Kuranda ở miền bắc Queensland.
Sải cánh dài khoảng 16 mm. Cánh trước có hình dáng và màu sắc giống với Ochyrotica connexiva và Ochyrotica celebica.
Con trưởng thành bay vào tháng 4, tháng 6 và tháng 7.